# Târgșoru Vechi
Târgșoru Vechi là một xã thuộc hạt Prahova, România. Dân số thời điểm năm 2002 là 8599 người.